# مدی پوپه
مدی پوپه (به انگلیسی: Maddie Poppe) (زاده ۵ دسامبر ۱۹۹۷)خواننده آمریکایی است.
او برنده فصل شانزدهم امریکن آیدل شد.

## ترک های مدی پاپی در طول فعالیت
| نام               | سال  | ناشر              | آلبوم     |
| ----------------- | ---- | ----------------- | --------- |
| Going Going Gone  | 2018 | Hollywood Records | تک آهنگ   |
| Keep On Movin' On | 2018 | Hollywood Records | تک آهنگ   |
| Made You Miss     | 2019 | Hollywood Records | Whirlwind |